# Jaroslav Kmiť
Jaroslav Kmiť (* 12. September 1979 in Košice, Tschechoslowakei) ist ein slowakischer Eishockeyspieler, der seit 2012 beim HK Dukla Michalovce in der slowakischen 1. Liga unter Vertrag steht.

## Karriere
Kmiť begann seine Karriere 1995 beim HC Košice, für den er zunächst in den Nachwuchsmannschaften spielte. Mit dem Schritt in die Volljährigkeit erfolgte schließlich der Wechsel in die Profimannschaft, mit denen er 1999 erstmals Slowakischer Meister wurde. Zudem war der Stürmer in der Saison 2004/05 Topscorer seines Teams und gewann 2009 erneut die Meisterschaft. Mit 14 Spielzeiten war er zu diesem Zeitpunkt der dienstälteste Spieler bei den Ostslowaken.
Im Januar 2010 wurde er vom HC Košice aus disziplinarischen Gründen entlassen. Im Sommer 2010 trainierte er beim HK Poprad mit und bekam kurz vor Saisonbeginn einen Vertrag. Zur Saison 2011/12 schloss er sich dem HK Dukla Michalovce aus der zweitklassigen 1. Liga an, kehrte aber schon im Oktober 2011 zum HK Poprad zurück. Im Januar 2012 wechselte er zum Aalborg BK nach Dänemark.

## Erfolge und Auszeichnungen
- 1999 Slowakischer Meister mit dem HC Košice
- 2009 Slowakischer Meister mit dem HC Košice
- 2013 Rumänischer Meister mit dem HSC Csíkszereda